# Oakdale (Kalifornien)
Oakdale ist eine Stadt im Stanislaus County im US-Bundesstaat Kalifornien mit 23.181 Einwohnern (Stand: 2020).
Die Stadt liegt bei den geographischen Koordinaten 37,77° Nord, 120,85° West. Das Stadtgebiet hat eine Größe von 13,1 km².

## Söhne und Töchter der Stadt
- Michael Allsup (* 1947), ehemaliger Gitarrist der Rockband „Three Dog Night“
- Jane Swagerty (* 1951), Schwimmerin
- Tom Baker (1952–2001), Jazzmusiker